# 希克利
希克利（義大利語：Scicli），是意大利拉古萨省的一个市镇。总面积137.57平方公里，人口26409人，人口密度192.0人/平方公里（2009年）。ISTAT代码为088011。